# 二坊坪镇
二坊坪乡，是中华人民共和国湖南省张家界市慈利县下辖的一个乡镇级行政单位。

## 行政区划
二坊坪乡下辖以下地区：
二坊坪村、黄沙坪村、新建村、青叶村、东升村、双联村、洞潭村、占甲桥村、盛德村、高溪村和岩屋村。